# San Salvador (wulkan)
San Salvador (Quetzaltepec) – stratowulkan w środkowym Salwadorze. U stóp wulkanu, na wschód od niego, położona jest stolica kraju San Salvador.
Ostatnia erupcja miała miejsce w 1917.